# Сольмс-Лаубах
Сольмс-Лаубах (нем. Solms-Laubach) — графство в составе Священной Римской империи, располагавшаяся в южном Гессене и на востоке Рейнской области. Существовало с 1544 по 1676 гг. и с 1696 по 1806 гг. Управлялось представителями дома Сольмсов.

## История
После того, как лорды Фалькенштейн-Мюнценберг вымерли в 1418 году, графы Зольмс-Браунфельс получили значительные территориальные приобретения в Веттерау, включая замки Мюнценберг, Хунген, Лих и Лаубах. Они присоединились к основанному в 1422 году объединению имперских графов Веттерау, получившему сословный статус и право голоса в совете князей на рейхстаге в Вормсе в 1495 г., с 1512 года направившему постоянного представителя в рейхстаг. Таким образом, дом Зольмсов приобрёл свободный имперский статус.
В 1537 году граф Филипп фон Сольмс-Лих купил саксонское поместье Зонневальде в Нижней Лужице (Зонневальде оставался полунезависимым  в пределах Лужицкой марки, принадлежавшей Священной Римской империи), а в 1544 г. — поместье Поух. Граф Отто цу Зольмс-Лаубах (1550–1612) был первым представителем династии, поселившимся в Зонневальде. В 1596 году Отто также купил поместья Барут, Мальсдорф и Зеш, принадлежавшие маркграфству Нижней Лужицы. В 1602 г. были унаследованы владения сеньоров Вильденфельса.
С 1615 по 1945 год отдельная ветвь графов (с 1888 г. - князей) Зольмс-Барут, проживала в замке Барут, а затем и в замке Гольсен. Отдельные филиалы также образовались в Зонневальде и Вильденфельсе.
В 1607 г. Иоганн Георг разделил графство между двумя своими старшими сыновьями:
- Альберт Отто (1576–1610) получил Лаубах, Утфе и Мюнценберг и основал графство Зольмс-Лаубах, которым до 1676 г. владели его потомки.
- Фридрих (1574–1636) в качестве графа Зольмс-Рёдельхайм получил Рёдельхайм, 5/12 частей Ассенхайма и Петтервайля.

Ветвь Лаубах вымерла в 1676 году, и графство перешло к Иоганну Фридриху цу Зольмс-Вильденфельсу, потомки которого вошли в младшую ветвь Лаубаха. В 1806 г. в рамках медиатизации графство Зольмс-Лаубах стало частью недавно созданного Великого герцогства Гессен. С основанием Германского союза дом Зольмс-Лаубах получил дворянский статус дворянина и титул высокопреосвященство. После секуляризации в 1810 году монастырь Арнсбург также принадлежал графам Зольмс-Лаубах, которые до сих пор живут в замке Лаубах. Поместье Утфе также входило в состав их владений до 1928 г., а замок Мюнценберг — до 1935 г.

## Графы Зольмс-Лаубах

### Первая креация: 1544–1676
- Фредерик Магнус I (1544–61)
- Иоганн Георг (1561–1600)
- Альбрехт Отто I (1600–10)
- Альбрехт Отто II (1610–56)
- Карл Отто (1656–76)

### Вторая креация: 1696–1806
- Фредерик Эрнест (1696–1723)
- Христиан Август (1723–84), совместно с ...
  - Фридрих Магнус II (1723–38)
- Фридрих Луи Христиан (1784–1806)